# 荷蘭海軍航空兵
荷蘭海軍航空兵  （荷蘭語：簡稱MLD）是荷蘭皇家海軍的航空單位 。

## 歷史

### 第一次世界大戰
海軍航空兵组建始于1914年，在泰瑟尔的德莫兴建了海軍航空基地，但在两次大战之间由於預算有限而發展緩慢。第一屆飛行員訓練團於1915年結業，海軍航空兵也於1917年8月18日依據政府法令正式成立，以德莫作為主要基地。这个时期的重点是使用水上飛機执行任务，于1926年开始在荷屬東印度使用多尼爾飞艇巡邏当地诸群岛。因應納粹德國崛起導致带来的潜在威胁，在20世紀30年代荷蘭海軍航空兵开始加速發展空中武力和購買新設備。

### 第二次世界大戰
1940年5月10日納粹德國入侵荷蘭以閃擊戰消滅荷蘭抵抗，在5月15日荷蘭投降MLD重新部署到法國。不久之後，MLD被強制遷往英國，編列成荷蘭為主的英國皇家空軍320中隊 ，在1940年6月其隸屬於沿岸司令部。後來也成立第二支中隊-321中隊，但後來併入320中隊。其他MLD的官兵轉任MAC，擔任860和861中隊艦隊航空兵駕駛劍魚式魚雷轟炸機。
這時候武力的提升日後被用在荷屬東印度 。當1941年12月大戰爆發後，MLD被編入130號飛機。主要機型有37各式Dornier Do 24 K-1飛機，36架Consolidated PBY-5 Catalina飛機 主要基地是在Morokrembangan的海軍航空站,靠近Soerabaja爪哇島東部。MLD建立第二座基地以及擴編水上飛機，使它能夠分散，覆蓋整個荷屬東印度群島。這座基地提供18個中隊偵察，反潛,巡邏，護航以支援荷蘭的武裝力量。MLD當時沒有雷達裝置。MLD約執行95次作戰行動，負責擊沉日本船艦等海上設施，擊落飛機和攻擊日軍陸面人員。 然而這難以摧毀日本，最後MLD被迫撤離到錫蘭和澳大利亞。他們失去了95％的飛機，50％的工作人員。
在1942年3月3日9名MLD隊員發配到多尼爾基地,並使用水上飛機摧毀了布魯姆的日軍航空部隊，其為日本進攻澳大利亞的前哨站。約58名MLD官兵傷亡或失踪。後來在錫蘭,321中對重新被成立,由Willem van Prooijen擔任指揮官。在澳大利亞的PBY被調至錫蘭，倖存的水上飛機出售給澳大利亞政府。飛行學校遷往美國。
1941年，荷蘭皇家軍事飛行學校重新設立，其位於美國的傑克遜機場 （也稱為霍金斯機場）， 即密西西比州傑克遜市，全部飛行機具和機組人員皆由美國租借荷蘭使用。其目的就是希望荷蘭能重返對日戰爭。

### 戰後
英國提供航空母艦並且予以兩年期的貸款,荷蘭將其改名卡雷爾多爾曼號1948年3月利用貸款又添購一艘輕型航母，也是改名卡雷爾多爾曼號  。
MLD的主要任務多了海上巡邏，反潛，搜索和救援。從1953年加入北約組織後更獲得美國大量的資源，包括PV-2魚叉飛彈彈,P2V導彈和TBF復仇者戰機 。
在60年代後期航母接管反潛的任務，接管為斯特蘭式直升機和黃蜂直升機的中隊。這些直升機後來都被發配其他單位。
2003年MLD宣布關閉Valkenburg的基地到2006年。所有的P - 3C直升機賣給德國和葡萄牙海軍。海軍航空兵320和321中隊被解散
2008年，海軍直升機中隊和機組人員再度添購軍用直升機。所有荷蘭軍用直升機只聽從單一系統的指揮,而非海軍抑或空軍。七中隊改編成一支小型的訓練中隊，860中隊則擴編一支大型的海軍部隊。

## 外部連結
- 荷蘭海軍航空兵歷史-約翰海爾斯，1996-1998 （页面存档备份，存于）
- http://www.marine.nl/nieuws/?article=/nieuws/persberichten/2006/060630pb_mvkv.html
- http://www.marine.nl/nlmarfor/helikopters/ （页面存档备份，存于）